# Kleszczewko
Kleszczewko is een plaats in het Poolse district  Gdański, woiwodschap Pommeren. De plaats maakt deel uit van de gemeente Pszczółki en telt 268 inwoners.